# Friedrich Klose
Friedrich Klose   (Karlsruhe, 29 de novembre de 1862 - Muralto, 24 de desembre de 1942) va ser un compositor alemany.
Va estudiar amb Vinzenz Lachner a Karlsruhe, i després amb Anton Bruckner a Viena, i va registrar les seves impressions del seu temps amb Bruckner en un llibre. La seva missa en re menor va ser escrita en resposta a la mort de Franz Liszt. La seva òpera Ilsebill (1903) s'inspira en la música de Richard Wagner i Richard Strauss, i la trama es basa en la història dels germans Grimm d'un pescador que atrapa un peix enorme que concedeix cada cop més desitjos cobdiciosos i això es reflecteix en la creixent complexitat de l'orquestració durant l'òpera. Es va estrenar l'any 1903 a Karlsruhe sota la direcció de Felix Mottl. Va acabar la seva carrera com a compositor i professor el 1919 i es va retirar a Suïssa.
Va impartir classes de composició al Conservatori de Múnic on entre d'altres alumnes tingué a Joseph Messner (1893-1969). Va compondre un quartet de corda en E ♭ major subtitulat Ein Tribut in vier Raten entrichtet un Sena Gestrengen den deutschen Schulmeister el 1911. Klosé va compondre disset duets per a clarinet.